# Liste der Distrikte in Portugal
Portugal ist in 18 Distrikte eingeteilt, die sich auf dem Festland befinden. Dazu kommen die beiden autonomen Regionen Azoren und Madeira im Atlantischen Ozean, die verwaltungstechnisch den Distrikten gleichgestellt sind. 
In Portugal gibt es Verwaltungs- und Gerichtsdistrikte. Die 1835 geschaffenen Verwaltungsdistrikte bilden eine Verwaltungsgliederung des portugiesischen Festlands, die in Kreise (die wiederum in Gemeinden unterteilt sind) unterteilt sind. Die Gerichtsdistrikte sind dagegen die juristische Gliederung des nationalen Territoriums, die in 23 Comarcas unterteilt ist. Jeder Gerichtsdistrikt hat ein Berufungsgericht (mit Ausnahme des Gerichtsbezirks Porto, der über zwei Relações verfügt: Porto und Guimarães) und eine Generalstaatsanwaltschaft.
Dies ist eine Liste der portugiesischen Distrikte, geordnet nach ihrer Einwohnerzahl.
Die Distrikte sind die oberste Verwaltungseinheit in der dreistufigen Verwaltungsgliederung Portugals.
| Distrikt         | Anzahl Kreise | Anzahl Gemeinden | Einwohner 2021 | Fläche    | Bevölkerungs- dichte pro km2 |
| ---------------- | ------------- | ---------------- | -------------- | --------- | ---------------------------- |
| Açores           | 19            | 156              | 0236.440       | 02322 km2 | 106                          |
| Aveiro           | 19            | 147              | 0700.964       | 02798 km2 | 250                          |
| Beja             | 14            | 075              | 0144.410       | 10229 km2 | 014                          |
| Braga            | 14            | 347              | 0846.515       | 02706 km2 | 313                          |
| Bragança         | 12            | 236              | 0122.833       | 06608 km2 | 019                          |
| Castelo Branco   | 11            | 120              | 0177.912       | 06675 km2 | 027                          |
| Coimbra          | 17            | 155              | 0408.631       | 03947 km2 | 104                          |
| Évora            | 14            | 069              | 0152.436       | 07393 km2 | 021                          |
| Faro             | 16            | 067              | 0467.475       | 04960 km2 | 094                          |
| Guarda           | 14            | 242              | 0143.019       | 05518 km2 | 026                          |
| Leiria           | 16            | 110              | 0458.679       | 03505 km2 | 131                          |
| Lisboa           | 16            | 134              | 2.275.591      | 02761 km2 | 824                          |
| Madeira          | 11            | 054              | 0250.769       | 00801 km2 | 334                          |
| Portalegre       | 15            | 069              | 0104.989       | 06065 km2 | 017                          |
| Porto            | 18            | 243              | 1.786.656      | 02408 km2 | 742                          |
| Santarém         | 21            | 141              | 0425.431       | 06747 km2 | 063                          |
| Setúbal          | 13            | 055              | 0875.656       | 05064 km2 | 173                          |
| Viana do Castelo | 10            | 208              | 0231.488       | 02255 km2 | 103                          |
| Vila Real        | 14            | 197              | 0185.878       | 04328 km2 | 043                          |
| Viseu            | 24            | 277              | 0351.392       | 05007 km2 | 070                          |